# أليستير بيج
أليستير بيج (بالإنجليزية: Alistair Begg)‏ هو مؤلف بريطاني، ولد في 1952 في غلاسكو في المملكة المتحدة.

## وصلات خارجية
- أليستير بيج على موقع IMDb (الإنجليزية)
- أليستير بيج على موقع ديسكوغز (الإنجليزية)